# Arthur Coningham
Arthur Coningham (ur. 11 marca 1895 w Brisbane, zm. 30 stycznia 1948 w Trójkącie Bermudzkim) – brytyjski marszałek lotnictwa pochodzenia australijskiego, który służbę wojskową rozpoczął w Nowej Zelandii. W czasie pierwszej wojny światowej walczył na froncie zachodnim, początkowo w piechocie, a od 1916 roku w lotnictwie (Royal Flying Corps), gdzie jako pilot myśliwca zestrzelił 19 samolotów nieprzyjaciela. Po wojnie pozostał w siłach zbrojnych, nieraz dając dowód odwagi i fantazji (w 1925 roku odbył lot z Kairu do Kadunu w Nigerii – 10 460 kilometrów w ciągu 24 dni; w czasie drugiej wojny światowej tą drogą dostarczano zaopatrzenie dla brytyjskich sił powietrznych na Bliskim Wschodzie).
Po wybuchu II wojny światowej Coningham został dowódcą 4 Grupy Lotnictwa Bombowego (GBC), a od 1941 roku tzw. Desert Air Force (alianckie siły lotnicze walczące w Afryce Północnej), którymi dowodził w czasie walk w Tunezji, na Sycylii i we Włoszech. Wsławił się rozwojem współdziałania między lotnictwem a wojskami lądowymi. W 1943 roku otrzymał stopień marszałka lotnictwa, rok później zaś został dowódcą 2 Floty Lotnictwa Taktycznego, walczącej na szlaku bojowym od Normandii do Niemiec.
W 1947 roku odszedł na emeryturę. W nocy 29/30 stycznia 1948 roku zginął w wypadku lotniczym w Trójkącie Bermudzkim.

## Odznaczenia[1]
- Krzyż Komandorski z Gwiazdą Orderu Łaźni (1942, Krzyż Komandorski 1941)
- Order Imperium Brytyjskiego II klasy (1946)
- Order Wybitnej Służby (1917)
- Krzyż Wojskowy (1917)
- Krzyż Wybitnej Służby Lotniczej (1919)
- Krzyż Sił Powietrznych (1926)
- Mentioned in Despatches (1917, 1924, 1941, 1942)
- Kawaler Legii Honorowej (Chevalier Légion d'honneur)
- Krzyż Wojenny (Croix de guerre)
- Komandor Legii Zasługi (Legion of Merit) (1943)
- Order Leopolda (1945)
- Order Feniksa (1946)
- Order Oranje-Nassau (1947)